# Épitrite premier
L’épitrite premier (grec ancien ἐπίτριτος A', epitritos prôtos, « premier vers agrandi du tiers » en référence au compte des mores du pied, 4 mores étant égaux à 3 + 1/3 de 3 ; latin primus epitritus ou primus epitritos) est un pied tétrasyllabiques de la métrique antique et notamment de la poésie grecque et latine. Il est composé de trois syllabes longues et d’une syllabe brève. Ce pied contient 7 mores.
Son schéma métrique est | ∪ — — — | décomposable en | ∪ — | + | — — | soit 3 + 4 mores.
Ex. le mot latin sacerdotes ou les mots grecs καθίζηται, ἐφορμήσας.
La poésie grecque utilisait principalement les épitrites deuxième et troisième ; le premier et le quatrième étaient considérés comme bancals par les Grecs.
Les vers dans lesquels alternent dactyles et épitrites sont appelés dactylo-épitrites, terme introduit par August Rossbach et Rudolf Westphal. Le terme s'applique aussi dans l’analyse des rythmes prosaïques, comme quand Jérôme de Stridon avec omnia volutari finit une période sur le schéma | — ∪ ∪ ∪ — — — |, c'est-à-dire dactyle + épitrite premier. 